# Don Revie
Donald George "Don" Revie, OBE (Middlesbrough, 1927. június 10. – Edinburgh, 1989. május 26.) angol labdarúgó, labdarúgóedző és szövetségi kapitány. Játékosként megfordult a Leicester Cityben, a Hull Cityben, a Manchester Cityben, a Sunderlandben és a Leeds Unitedben, mint hátravont ék. Edzőként 1961 és 1974 között ült a Leeds United kispadján, majd az angol válogatott szövetségi kapitánya lett, 1977-ben pedig a Közel-Keletre távozott, ahol válogatott- és klubszinten is dolgozott.

## Gyermekkora
Revie 1927. július 10-én született, Middlesbrough-ban, North Riding of Yorkshire-ben. Meglehetősen szegény körülmények között nevelkedett, 1939-ben, 12 éves korában édesanyja, Margaret rákban elhunyt, innentől kezdve édesapja nevelte egyedül. Sok labdarúgással kapcsolatos ötlete már gyermekkorában megszületett, amikor az egyik helyi csapatban, a Middlesbrough Swiftsben játszott, Bill Sanderson edző irányítása alatt. A játék alapjait édesapja házának kertjében tanulta meg, egy kis rongylabdát használva. Ez későbbi munkájára is kihatással volt és úgy vélte, a fiatal játékosoknak a hagyományosnál kisebb labdával, kis pályákon kellene gyakorolniuk, így később jobban fogják tudni uralni a nagy pályán a nagy labdát.

## Játékos pályafutása
Revie 1944 augusztusában írta alá első profi szerződését a Leicester Cityvel, a labdarúgáson kívül a kőműves mesterséget is kitanulta. Az edzők többsége korábban alkalmatlannak látta arra, hogy valaha is felkerüljön az első csapathoz, de a klub legendája, Sep Smith a szárnyai alá vette, valódi mentorként segítette és sok olyan tanáccsal látta el, melyeket Revie később edzői pályafutása során is felhasznált. Az egyik ezek közül a következő volt: "Ha nem vagy helyzetben, hozd magad helyzetbe; soha ne próbálj meg csellel átjutni egy játékoson, ha egy passzal könnyebben átjuttathatod rajta a labdát; nem a labdás ember jelenti a veszélyt, hanem az, aki befut az üres területre, a passzt várva; a cél, hogy mindig legyen egy játékos üresen, jó pozícióban, akinek passzolni lehet. Így nagyon egyszerűvé tehető a labdarúgás." 1949-ben a Leicester csapatkapitánya lett és ugyanebben az évben bejutott csapatával az FA Kupa döntőjébe. Egy héttel a mérkőzés előtt egy elpattanó ér miatt súlyosan vérezni kezdett az orra. A helyzet annyira komollyá vált, hogy az élete is veszélybe került, ezért kénytelen volt kihagyni a Wembleyben való pályára lépés lehetőségét. A kórházban, rádión hallgatta a mérkőzés közvetítését, melyen végül csapata 3-1-re kikapott a Wolverhampton Wandererstől. Nagyon csalódott volt a vereség miatt és úgy gondolta, a vezetőség nem elég ambiciózus ahhoz, hogy sikerre vigye a klubot, ezért úgy döntött, másik csapat után néz. 1949 nyarán 20 ezer fontért a másodosztályú Hull Ciyhez igazolt, ahol gyermekkori példaképe, Raich Carter volt a menedzser. Nem sokkal később, 1951-ben ismét továbbállt és 25 ezer fontért a Manchester Cityhez szerződött. Ott 1956-ban megnyerte az FA Kupát, majd ugyanebben az évben a Sunderlandhez igazolt, a piros-fehérek 22 ezer fontot fizettek érte. Onnan 1958 novemberében állt tovább, amikor 12 ezer fontért a gyenge formában lévő Leeds United játékosa lett. 1958-ban az addigi vételárait összeadva ő volt az angol labdarúgás legdrágább játékosa.
A Manchester City játékosaként hat alkalommal behívták az angol válogatottba, 1955-ben a szakírók megválasztották az év legjobb játékosának, 1956-ban pedig megnyerte az FA Kupát.

### A Revie-taktika
A Manchester Citynél töltött ideje alatt egy, az angol labdarúgásban addig ismeretlen szerepkört kapott a menedzsertől, Les McDowalltól. Revie a hátravont ék posztján szerepelt a csapatban, melynek alapjául a tradicionális jobbösszekötő szerep szolgált és amit a világon Hidegkuti Nándor alkalmazott először. Mivel így köré épült a csapat, az új taktika Revie-taktika néven híresült el Angliában. 1955-ben megírt önéletrajzi könyvében, a "Soccer's Happy Wanderer"-ben húsz oldalt szentelt a taktika elmagyarázásának. A Revie-taktikának köszönhetően a Manchester City új erőre kapott és 1955-ben több mint húsz év után ismét bejutott az FA Kupa döntőjébe és közel került a bajnoki cím megnyeréséhez is, Revie-t pedig meg megválasztották az év legjobb labdarúgójának. Ugyanebben az évben Revie az angol válogatottban is ezen a poszton lépett pályára, amikor a Háromoroszlánosok 7-2-re legyőzték a skótokat. Az angoloknak nagy szükségük volt erre a sikerre, a Magyarországtól és az Írországtól elszenvedett megalázó vereségek után. Egy évvel később az FA Kupa-menetelés nagy részét kihagyta a City edzői stábjával történt nézeteltérése miatt, a Birmingham City elleni döntőn végül mégis a kezdőbe került. Ismét hátravont ékként játszott és hathatós közreműködésének köszönhetően csapata 3-1-re győzött. A döntő sokak számára arról emlékezetes, hogy a manchesteriek kapusa, Bert Trautmann törött nyakkal védett a mérkőzés utolsó 18 percében.

## Edzői pályafutása

### Leeds United
1961 márciusában, Jack Taylor távozása után Revie játékos-edzőként ült le a Leeds United kispadjára. Korábban azt tervezte, hogy megpályázza a Bournemouth megürült menedzseri posztját, de egy helyi újságíró győzködésére úgy döntött, megpróbálkozik a Leeds vezetésével. Nem volt könnyű helyzetben, a csapatnak ugyanis komoly adósságai voltak és egyébként sem tudott nagy sikereket felmutatni a múltból, mivel a város rögbicsapata jóval nagyobb elismerésnek örvendett ekkoriban a szurkolók részéről. Revie kinevezése után szinte azonnal komoly változásokat eszközölt, megreformálta például az ifiakadémiát és több bizalmat szavazott a fiatal, saját nevelésű játékosoknak, emellett a tradicionális sárga-kékről egyszínű fehérre változtatta a hazai mez színét, a Real Madrid mintájára. Óriási szerepe volt abban, hogy a csapaton belül a szakmai stáb tagjai és a játékosok között családias lett a hangulat.
A reformok ellenére nem tudott azonnali sikert elérni, de háromévnyi edzősködés után, 1964-ben a másodosztály bajnokaként feljuttatta a Leedset a Division One-ba. Ugyanebben az időszakban Revie visszavásárolta a Juventustól a klub egyik legendáját, John Charlest, klubrekordnak számító 53 ezer fontért. Mindössze néhány meccs után azonban tovább is adta az AS Romának gyenge teljesítménye miatt. Revie új csapatot épített olyan fiatal és tehetséges játékosokból, mint Norman Hunter, Jimmy Greenhoff, Gary Sprake, Paul Reaney, Paul Madeley, Billy Bremner, Eddie Gray, Terry Cooper és Peter Lorimer. Fiatal játékosai számára szigorú és kemény edzéstervet, valamint diétát írt elő, a legjobb növendékeket pedig benevezte külföldi ifitornákra, hogy más kultúrák labdarúgásával is megismerkedjenek és tanuljanak belőle. Revie menedzseri éveinek elején a Leeds támadójátéka főként a dél-afrikai szélső, Albert Johanneson köré épültek, de ez megváltozott, amikor leigazolta Johnny Gilest a Manchester Unitedtől és Bobby Collinst az Evertontól. Ők mindketten rossz viszonyba kerültek menedzserükkel előző csapatuknál, így könnyű volt leigazolni őket és mindketten remekül tudták támogatni a támadásokat. Jack Charlton és Billy Bremner már korábban is a Unitedben játszottak, de csak Revie irányítása alatt váltak a csapat valódi alapköveivé. Bremner 1966-ban a csapatkapitányi karszalagot is megkapta, miután Collins súlyosan megsérült. Revie szoros munkakapcsolatot ápolt a klub elnökével, Harry Reynoldsszal, aki minden támogatást megadott az edzőnek ahhoz, hogy a Leeds Unitedet Anglia egyik legerősebb csapatává tegye. A sikerekből a Revie munkáját segítő többi edző is alaposan kivette a részét. Köztük volt Syd Owen, akit játékosként egyszer az év legjobbjának választottak, Les Cocker, aki az FA-nél szerezte edzői képesítését és Maurice Lindlay, aki több mint húsz évet töltött a klub szolgálatában.
A feljutást követő első szezonban, az 1964/65-ös idényben Revie rögtön az első osztály második helyére vezette a csapatot és az FA Kupa fináléjába is bejuttatta, ahol végül 2-1-re kikapott a Liverpooltól.

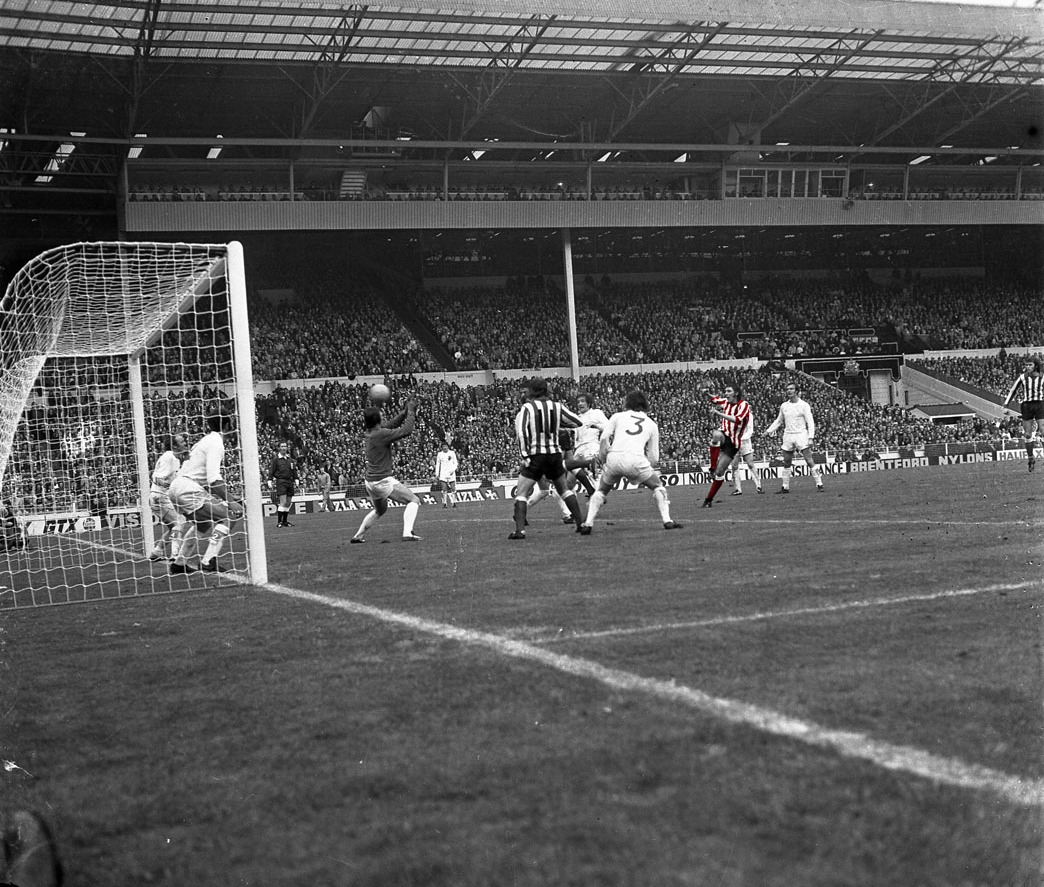
Pillanatkép az 1973-as FA Kupa-döntőről, melyet a Leeds United elveszített a Sunderland ellen

Mindent egybevéve Revie a másodosztályú bajnoki cím mellett két élvonalbeli bajnoki címet, két Vásárvárosok kupáját, egy FA Kupát, egy Ligakupát és egy Charity Shieldet nyert a Leedsszel. Ezek mellett még háromszor juttatta be a csapatot az FA Kupa döntőjébe, kétszer az elődöntőjébe, egyszer a Vásárvárosok kupája döntőjébe, egyszer az elődöntőjébe, egyszer a KEK döntőjébe és egyszer a BEK elődöntőjébe, valamint ötször szerzett ezüstérmet a bajnokságban. Az 1969/70-es szezon derekán Revie-t kitüntették a Brit Birodalom Érdemrendjének OBE (tiszt) fokozatával, az angol labdarúgásért tett szolgálataiért.
A Leedsnél töltött ideje alatt gyakran keresték meg olyan csapatok, mint a Sunderland, a Manchester United vagy az Everton, sőt, olasz, spanyol és görög csapatok is próbálták komoly ajánlatokkal magukhoz csábítani, de ezekre mind nemet mondott.
Az 1973-ban, az FA Kupa döntőjében a Sunderlandtől és a KEK döntőjében az AC Milantól elszenvedett vereség után néhányan úgy gondolták, hogy a Leeds United ezzel megindult lefelé a csúcsról. Revie számára különösen fájó volt az FA Kupa-fináléban elszenvedett 1-0-s vereség, mivel a Sunerdlandet egyik kritikusa, Bob Stokoe irányította. Sokan azt várták, hogy a sikertelen szezon után a menedzser újjáépíti a csapatot, de kitartott az addigi játékosok mellett, ami jó döntésnek bizonyult, hiszen az 1973/74-es idényben bajnok lett a klub. A szezon során a fehér mezesek produkáltak egy 29 meccsen át tartó veretlenségi sorozatot és végül öt ponttal előzték meg a második helyezett Liverpoolt.
Revie 1974-ben az angol válogatott szövetségi kapitánya lett. A Leeds kispadján egyik legnagyobb kritikusa és riválisa, Brian Clough vette át a helyét, aki korábban sokat bírálta a csapatot sportszerűtlensége és a játékosok fegyelmezetlensége miatt. Éppen ezért a szurkolók szemében ez egy népszerűtlen döntés volt, ők sokkal jobban szerették volna, ha a klub korábbi játékosa, Johnny Giles lesz a menedzser. Clough egy rövid és sikertelen időszak után távozott, helyét Jimmy Armfield vette át. Ő 1975-ben bejuttatta a Unitedet a BEK döntőjébe, ahol kikapott a Bayern München ellen. Ezután a csapat kezdett szétesni és egy menedzser sem tudta meggátolni, hogy egyre lejjebb csússzon a tabellán, ezáltal egyre kevesebb szurkolót vonzva. 1982-ben aztán a csapat ismét a másodosztályban találta magát.
Pont mielőtt aláírta volna szerződését az Angol labdarúgó-szövetséggel, Revie volt a This Is Your Life című beszélgetős műsor különleges vendége.

### Angol válogatott
Miután Revie az 1973/74-es szezonban megnyerte második bajnoki címét a Leeds United menedzsereként, hivatalosan is a kor egyik legsikeresebb edzőjévé lépett elő. Az ő neve is a lehetséges utódok között volt, amikor Alf Ramsey távozott az angol válogatott szövetségi kapitányi posztjáról, miután nem sikerült kijuttatnia a csapatot az 1974-es világbajnokságra. A választás végül Joe Mercerre esett, de ő a korára való tekintettel nemet mondott, így 1974 júliusában mégis Revie ült le a kispadra. Az FA és különösen annak titkára, Ted Croker nagyon kedvelte a személyiségét és szakmai meglátásait.

#### 1976-os Európa-bajnokság
Az 1976-os Eb előtt Anglia nehéz selejtezőcsoportba került, Csehszlovákia, Portugália és Ciprus mellé. A Háromoroszlánosok jól kezdtek és 3-0-re legyőzték Csehszlovákiát a Wembleyben, ezután azonban két döntetlent játszottak Portugáliával, a csehszlovákok elleni idegenbeli meccsen pedig kikapott, így csak a második helyen ért célba, ami nem volt elég a kvalifikációhoz. Az élen a torna későbbi győztese, Csehszlovákia végzett.

#### 1978-as világbajnokság
Az 1978-as világbajnokságra való kijutás szintén nehéz feladatnak ígérkezett, hiszen az angolok Olaszországgal, Finnországgal és Luxemburggal került össze a selejtezőben. A Revie vezette csapat a római, olaszok elleni mérkőzést kivéve minden meccsét megnyerte, de ez sem volt elég a tornára való kijutáshoz, mivel a selejtezőcsoport élén jobb gólkülönbségüknek köszönhetően az olaszok végeztek, akik végül a negyedik helyet szerezték meg a vb-n.

#### Összegzés
Revie-t a válogatottnál töltött ideje sok kritika érte menedzseri stílusa miatt és azért, amiért sikertelenül próbálta meg átültetni a Leeds Unitednél bevált taktikáit az angol válogatott játékába. Megpróbált családias hangulatot teremteni a nemzeti csapaton belül és folytatta azt a hagyományát, miszerint minden ellenfélről külön dossziét vezetett, de ezek miatt a játékosok és az újságírók gyakran kifigurázták. Bár az FA képviselői eleinte szívesen dolgoztak együtt vele, később megromlott a kapcsolata a szövetséggel, különösen annak akkori elnökével, Sir Harold Thompsonnal, aki Revie szerint megpróbált beleszólni a csapat összeállításába és megpróbálta nyilvánosan lejáratni őt.

### Közel-Kelet
1977-ben Revie szerződést bontott az FA-vel az Egyesült Arab Emírségek válogatottjához szerződött. Ez volt az első alkalom, hogy egy angol szövetségi kapitány önszántából lemondott a posztjáról. Távozásának körülményei botrányosak voltak, hiszen hamarabb adta el a sztorit a Daily Mail című lapnak, minthogy felmondólevelét elküldte volna a szövetségnek. A szurkolókat komolyan felbosszantották azok a hírek, melyek szerint Revie kizárólag a 340 ezer fontos álomfizetés miatt választotta az arab ország válogatottját, úgy gondolták, hogy ez egy önző és hűtlen lépés volt a részéről. Az FA tíz évre eltiltotta a labdarúgástól Revie-t, mivel állításuk szerint viselkedésével rossz színben tüntette fel a játékot. Válaszként beperelte a szövetséget és győzött, így tovább tevékenykedhetett edzőként. Miután 1980-ban távozott az Egyesült Arab Emírségekből, Revie kipróbálta magát a szaúd-arábiai Al-Nasszrnál és az egyiptomi Al-Ahlinál is.

## Betegsége és halála
1986 nyarán Revie Kinrossba, Skóciába költözött, ahol nyugdíjas éveit szerette volna tölteni. Nem sokáig élvezhette felhőtlenül a pihenést, ugyanezen év szeptemberében ugyanis golfozás közben fájdalmat kezdett érezni mindkét lábában. Először elcsúszott csigolyákra gyanakodott és úgy gondolta, egy forró fürdő majd segít rajta, de a fájdalom nem múlt el. Egy hónappal később, egy spanyolországi nyaralás alkalmával felesége arra lett figyelmes, hogy furcsán mozgatja a lábait és Revie is arra panaszkodott, hogy érzéketlenné váltak és járás közben úgy érzi, mintha lebegne. Ekkorra biztossá vált, hogy a tüneteket nem egy elcsúszott csigolya okozza. Állapota egyre rosszabb lett és 1987 februárjában lépett utoljára golfpályára. A folyamatos kivizsgálások után 1987 májusában kiderült, hogy izomsorvadásos laterális szklerózisban szenved. Revie augusztusban nyilvánosság elé állt a hírrel, de egy hónappal később még képes volt a saját lábán kimenni az Elland Road gyepére, amikor kilátogatott a Leeds United Manchester City elleni meccsére.
Revie 1988 májusában mutatkozott utoljára nyilvánosan, szintén az Elland Roadon, de ezúttal már kerekes székben. 1989. május 26-án, 61 évesen hunyt el, a Murrayfield Kórházban, Edinburgh-ban. Négy nappal később testét elhamvasztották a szintén Edinburgh-ban található Warriston Krematóriumban.
Temetésére az Angol labdarúgó-szövetség nem küldte el egyetlen képviselőjét sem, nem tartottak gyászszünetet a tiszteletére a mérkőzéseken és egyetlen csapat játékosai sem viseltek gyászszalagot. Még a Revie-t gyakran kritizáló Daily Mirror is elmarasztalta az FA-t, amiért ennyire közönyösen viselkedett az egykori edző halálával kapcsolatban.
A szertartáson az angol labdarúgás több nagy alakja is tiszteletét tette, köztük Allan Clarke, Eddie Gray, Jack Charlton, Billy Bremner, Johnny Giles, Billy Bingham, Mick Jones, Paul Madeley, Lawrie MacMenemy, Alex Ferguson, Denis Law, Jack Taylor játékvezető, Kevin Keegan, Brian Moore és a Daily Mail rovatvezetője, Jeff Powell.

## Revie hagyatéka

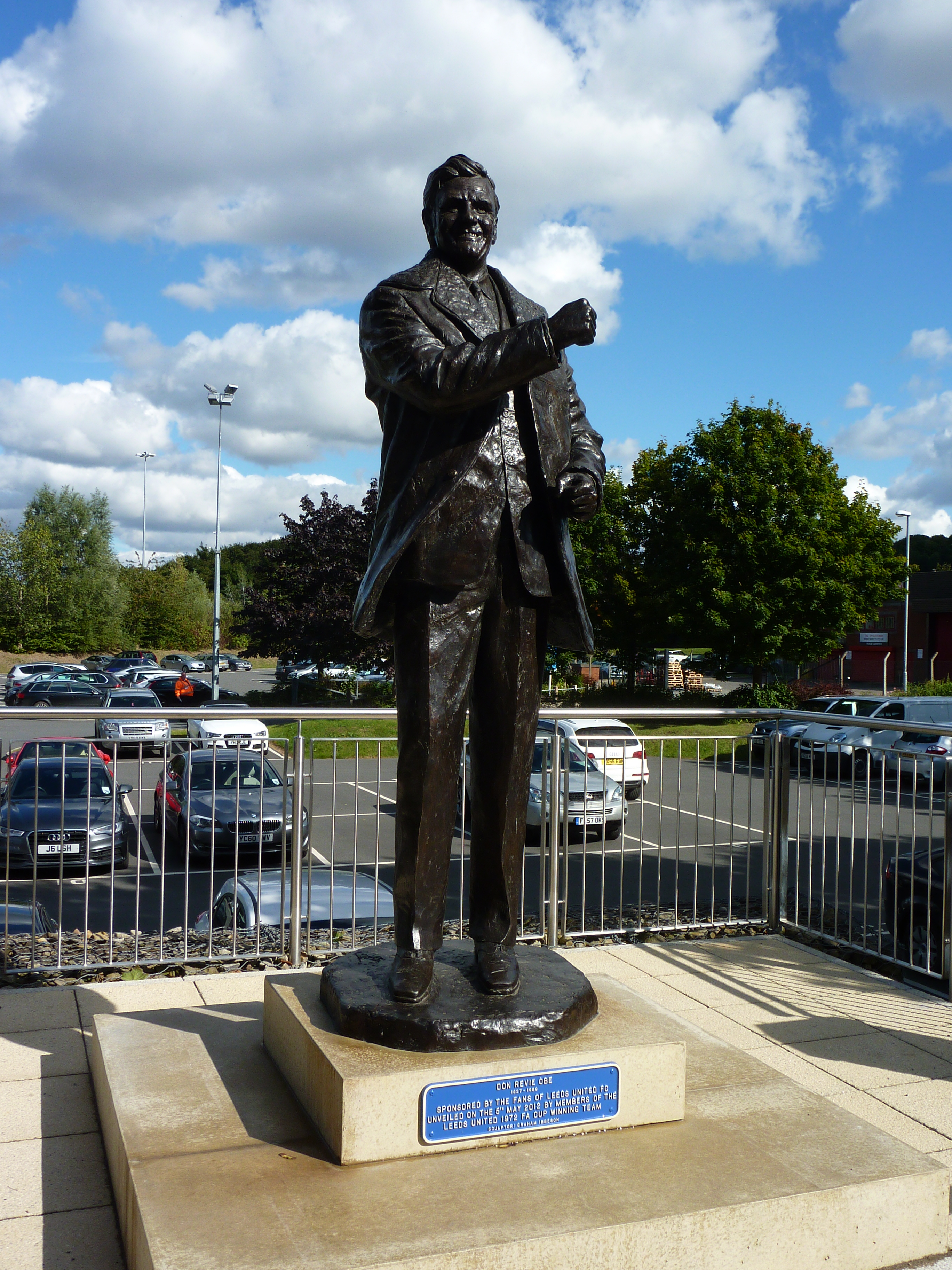
Don revie szobra az Elland Road előtt

Revie játékosként és menedzserként is részese, sőt, kitalálója volt néhány nagy innovációnak a labdarúgásban. A Leeds Unitednél például ő találta ki azt a kemény védekezésen alapuló taktikát, melynek köszönhetően a csapat komoly sikereket ért el.
Megosztó személyiségnek számított és csapata is egyaránt kapott komoly elismeréseket és kritikákat is. Sokan a menedzseri szakma nagy újítójának tartották, amit alátámaszt az is, hogy háromszor nyerte el az év menedzserének járó díjat. A Leedsnél töltött ideje alatt saját nevelésű játékosai közül tizennégyen léphettek pályára hazájuk válogatottjában.
Az 1969/70-es idény után még Brian Clough is elismerően beszélt a Leeds United és Revie sikereiről, később azonban, ahogy az általa irányított Derby County a United bajnoki riválisává vált, Revie egyik legnagyobb kritikusává vált. Clough az újságok hasábjain is gyakran kritizálta Revie-t és csapatát, a legemlékezetesebb kirohanására 1973 augusztusában került sor, amikor csaló csapatnak nevezte a Leedset és szerette volna a másodosztályba visszasoroltatni a klubot "vállalhatatlan játékstílusa" miatt. Nagy meglepetésre éppen ő lett Revie utódja az Elland Roadon, de a csapat gyenge szereplése, a játékosok és a szurkolók tüntetései miatt mindössze 44 napig maradhatott.

## Csalással kapcsolatos vádak
Revie megítélésén komoly csorba esett az 1970-es évek végén, az angol válogatottól való, botrányos körülmények közt történt távozása miatt. Ekkoriban jelentek meg az első komoly, csalással kapcsolatos vádak vele kapcsolatban. A Daily Mirrorban és a Sunday People-ben is megjelent a sztori, mely szerint Revie 1972 májusában, egy Wolverhampton Wanderers elleni meccs előtt megpróbálta lefizetni az ellenfél játékosait. A két lap a Wolves akkori középpályásának, Danny Hegannek és a Leeds United kapusának, Gary Sprake-nek a beszámolóira alapozta cikkét. Sprake elmondása szerint a Revie által csapatkapitánnyá tett Billy Bremner feladata volt megbeszélni a csalást a játékosokkal. Bremner rágalmazás vádjával pert indított, melyet meg is nyert, 100 ezer fontos kártérítést kapott és a perköltséget is visszanyerte, miután Hegan és Sprake sem volt hajlandó a bíróságon, eskü alatt elmondani ugyanazt, amit az újságoknak. Derek Dougan, aki a Wolverhampton Wanderers színeiben játszott és gólt is szerzett a kérdéses meccsen, a bíróságon elmondta, hogy a mérkőzést senki semmilyen módon nem próbálta befolyásolni és a vádaknak semmi értelme.
Később Bob Stokoe azt állította, hogy 1962-ben, amikor még a Bury edzője volt, egy Leeds elleni másodosztályú bajnoki előtt Revie pénzt ajánlott fel neki, hogy cserébe kérje meg játékosait, hogy "legyenek kíméletesek" a pályán. Stokoe-t elmondása szerint az dühítette fel igazán, hogy miután nemet mondott, Revie a következő kérdést tette fel: "Ebben az esetben keressem meg inkább a játékosaidat?".
A Daily Mirror egyik számában azt állította, hogy az FA kapott egy több mint 300 oldalas dossziét, melyben bizonyítékok és részletek voltak találhatóak Revie megvesztegetési kísérleteivel kapcsolatban. A szövetség azonnal tagadta a lap felvetését. Az FA és a rendőrség is vizsgálódott Revie-vel és az állítólagos csalásokkal kapcsolatban, de nem találtak bizonyítékot, így hivatalosan soha nem érte vád Revie-t.

## Magánélete
Revie 1949. október 14-én vette feleségül Elsie-t, a korábbi Leicester City-menedzser, Jocky Duncan unokahúgát. Két gyermekük született, Duncan és Kim. Elsie 2005. március 28-án, 77 évesen hunyt el rákban.

## A filmvásznon
Revie karakterét Colm Meaney játszotta el a 2009-es, Az elátkozott Leeds United című filmben, melynek középpontjában Brian Clough Leeds Unitednél töltött sikertelen 44 napja áll.

## Sikerei, díjai

### Játékosként
Manchester City
- FA Kupa
  - Győztes: 1956
  - Ezüstérmes: 1955
- Az év játékosa
  - 1954/55

### Edzőként
Leeds United
- Division One (első osztály)
  - Bajnok: 1968/69, 1973/74
  - Második: 1964/65, 1965/66, 1969/70, 1970/71, 1971/72
- Division Two (másodosztály)
  - Bajnok: 1963/64
- FA Kupa
  - Győztes: 1972
  - Ezüstérmes: 1965, 1970, 1973
- Ligakupa
  - Győztes: 1968
- FA Charity Shield
  - Győztes: 1969
- Vásárvárosok kupája
  - Győztes: 1968, 1971
  - Ezüstérmes: 1967
- Kupagyőztesek Európa-kupája
  - Ezüstérmes: 1973
- Az év menedzsere Angliában
  - 1969, 1970, 1972
- A Brit Birodalom Érdemrendje
  - 1969

## Edzői statisztikái
| Csapat                  | Ország                  | Kinevezés    | Távozás          | Record | Record | Record | Record | Record |
| M                       | Gy                      | D            | V                | Gy %   |        |        |        |        |
| ----------------------- | ----------------------- | ------------ | ---------------- | ------ | ------ | ------ | ------ | ------ |
| Leeds United            | Anglia                  | 1961 március | 1974 július      | 699    | 365    | 190    | 144    | 52,2   |
| Anglia                  | Anglia                  | 1974 július  | 1977. július 11. | 29     | 14     | 8      | 7      | 48,3   |
| Egyesült Arab Emírségek | Egyesült Arab Emírségek | 1977         | 1980             |        |        |        |        |        |
| Al-Nasszr               | Szaúd-Arábia            | 1980         | 1984             |        |        |        |        |        |
| Al-Ahli                 | Egyiptom                | 1984         | 1985             |        |        |        |        |        |

(Jelmagyarázat: M = Mérkőzés, Gy = Győzelem, D = Döntetlen, V = Vereség, Gy % = Győzelmi arány)

## Életrajzi könyvek
- Bagchi, Rob & Rogerson, Paul. The Unforgiven: The Story of Don Revie's Leeds United. Aurum Press, 2003.
- Mourant, Andrew. Don Revie: Portrait of a Footballing Enigma. Mainstream Publishing, 2003.
- Sutcliffe, Richard, "Revie – Revered and Reviled". 2010.
- Hermiston, Roger. "Clough and Revie – The Rivals Who Changed the Face of English Football". 2011.

## Külső hivatkozások
- Játékoskori statisztikái a Soccerbase-en
- Edzői statisztikái a Soccerbase-en
- Eredményei angol szövetségi kapitányként
- Leeds Unitedbeli statisztikái
- Don Revie a FindAGrave.com-on